# 숙지공원
숙지공원(Sukji Park)는 대한민국의 경기도 수원시 팔달구 화서동에 위치한 공원이다.

## 시설
- 게이트볼장
- 운동장
- 노천극장
- 화서다산도서관
- 다목적체육관

## 같이 보기
- 숙지산